# اچ‌دی ۱۵۳۲۰۱
اچ‌دی ۱۵۳۲۰۱ یک ستاره است که در صورت فلکی آتشدان قرار دارد.